# Vieure
 Vieure  là một xã ở tỉnh Allier thuộc miền trung nước Pháp.